# Hognaston
Hognaston è un villaggio e parrocchia civile dell'Inghilterra, appartenente alla contea del Derbyshire.